# Sveti Duh, Škofja Loka
Sveti Duh este o localitate din comuna Škofja Loka, Slovenia, cu o populație de 930 de locuitori.